# Larisa Cerićová
Larisa Cerićová (* 26. ledna 1991 Travnik) je bosenská zápasnice–judistka.

## Sportovní kariéra
Judo jí poprvé zaujalo v roce 2001, když viděla v televizi zápasit na mistrovství světa krajana Amela Mekiće. S judem začínala v rodném Travniku v roce 2002 pod vedením Elvira Salihagiće. V roce 2007 si jí do Sarajeva stáhnul trenér Branislav Crnogorac. Mezi seniorkami se pohybuje od svých 18 let. V roce 2011 se trápila s operovaným kolenem, vynechala několik turnajů a v olympijském roce 2012 jí scházely body pro kvalifikaci na olympijské hry v Londýně. Od roku 2013 pronikla mezi světovou špičku v těžké váze. V roce 2016 si pohlídala účast na olympijských hrách v Riu, ale takticky nezvládla zápas úvodního kola proti Tunisance Nihel Cheikhové Rouhouové.

### Vítězství
- 2015 – 1x světový pohár (Kluž)
- 2016 – 1x světový pohár (Záhřeb)

## Výsledky

### Váhové kategorie
| Olympijské hry     |     | —   |     |     |     | —  |    |     |     | úč. |    |    |    |  |  |  |  |  |  |  |  |  |  |  |  |  |  |
| Mistrovství světa  | —   |     | úč. | úč. | úč. |    | 5. | úč. | úč. |     | 7. | 3. |    |  |  |  |  |  |  |  |  |  |  |  |  |  |  |
| Evropské hry       |     |     |     |     |     |    |    |     | úč. |     |    |    | 2. |  |  |  |  |  |  |  |  |  |  |  |  |  |  |
| Mistrovství Evropy | —   | —   | úč. | 7.  | —   | 5. | 7. | 2.  | úč. | úč. | 3. | 2. | 2. |  |  |  |  |  |  |  |  |  |  |  |  |  |  |
| ME do 23 let       | 7.  | úč. | 3.  | 2.  | —   | 1. | —  |     |     |     |    |    |    |  |  |  |  |  |  |  |  |  |  |  |  |  |  |
| MS juniorů         |     | —   | 1.  | 7.  |     |    |    |     |     |     |    |    |    |  |  |  |  |  |  |  |  |  |  |  |  |  |  |
| ME juniorů         | úč. | 5.  | 5.  | 5.  |     |    |    |     |     |     |    |    |    |  |  |  |  |  |  |  |  |  |  |  |  |  |  |

### Bez rozdílu vah
| Turnaj            | 2007       | 2008       | 2009       | 2010       | 2011       | 2012       | 2013       | 2014       | 2015       | 2016       | 2017       |
| Turnaj            | 16         | 17         | 18         | 19         | 20         | 21         | 22         | 23         | 24         | 25         | 26         |
| Turnaj            | těžká váha | těžká váha | těžká váha | těžká váha | těžká váha | těžká váha | těžká váha | těžká váha | těžká váha | těžká váha | těžká váha |
| ----------------- | ---------- | ---------- | ---------- | ---------- | ---------- | ---------- | ---------- | ---------- | ---------- | ---------- | ---------- |
| Mistrovství světa |            | —          |            | —          | —          |            |            |            |            |            | 2.         |